# 聖家族 (ルイーニ、プラド美術館)
『聖家族』（せいかぞく、西: Sagrada Familia、英: The Holy Family）は、イタリア・ルネサンス期の画家ベルナルディーノ・ルイーニが1501-1533年に板上に油彩で描いた絵画である。トスカーナ大公コジモ1世がスペイン王フェリペ2世に贈った作品で、かつてはエル・エスコリアル修道院に所蔵されていたが、1839年以来、マドリードのプラド美術館に展示されている。

## 作品

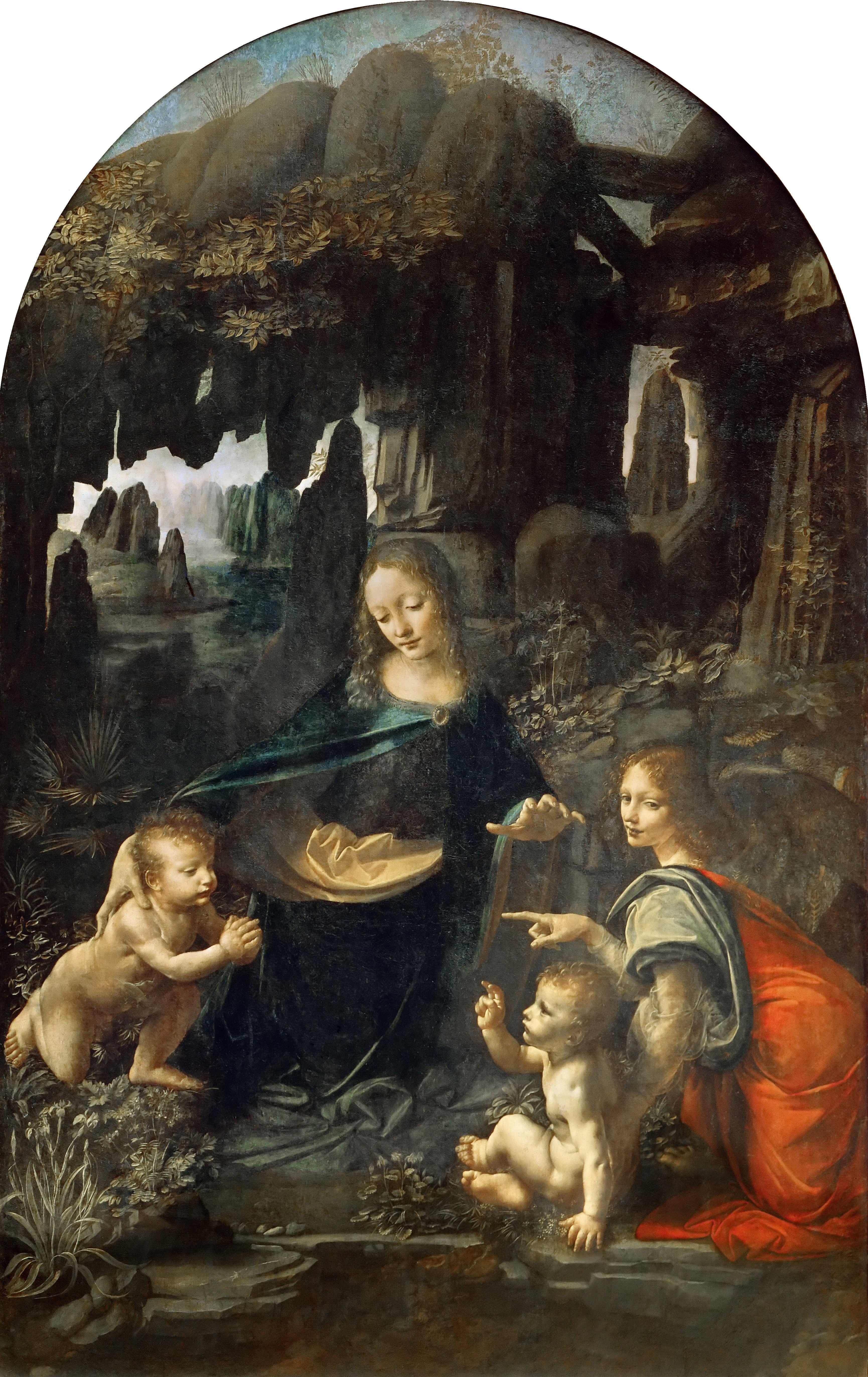
レオナルド・ダ・ヴィンチ『岩窟の聖母』 (1583-1586年)、ルーヴル美術館、パリ

聖母マリア、幼子イエス・キリスト、聖ヨセフの聖家族に幼児洗礼者ヨハネを加える概念は、偽ボナヴェントゥーラの14世紀の著作『キリストの生涯についての瞑想』にもとづく。レオナルド・ダ・ヴィンチは、この概念を『岩窟の聖母』 (ルーヴル美術館) に導入した。
本作は、レオナルドの作品がミラノの美術に影響を与えたことを実証する作品である。ルイーニもレオナルドの影響を受け、それは彼の代表作に一貫した特徴として現れている。しかし、彼はレオナルドの観察にもとづく現実描写に固執することなく、その人物像と様式を導入した。そして、しばしばレオナルドの型を用いて人物像をパズルのように組み合わせたが、本作においては聖母マリアの仕草が『岩窟の聖母』の聖母マリアに触発されている。
ルイーニは、この絵画を幼児期からの信仰教育をはぐくむ信心に満ちた作品に仕上げた。抱き合う幼児イエスとヨハネは神学的意味を持つと同時に、慈愛の図像とも捉えられる。傍らでは聖母とヨセフが子供たちを見つめているが、画面は聖母の純潔を象徴する左側の白ユリと右側のヨセフの持つ杖により枠取られている。杖はヨセフの老齢を暗示するほか、聖母の夫として神から選ばれた奇蹟の物語を表す。